# Buckshot Roberts
Andrew L. Roberts, alias Buckshot Roberts, was een Amerikaanse cowboy en buffeljager. Hij stierf op 4 april 1878 bij Blazer's Mill in een vuurgevecht met enkele leden van de Lincoln County Regulators, die dachten dat Roberts betrokken was geweest bij de moord op hun baas, John Tunstall. Dit gevecht was een van de voornaamste in de Lincoln County War.

## Jonge jaren
Er is weinig bekend over het leven van Roberts als jongeman. Aangenomen wordt dat hij samenwerkte met Buffalo Bill en mogelijk was hij rond die tijd ook betrokken bij een vuurgevecht met de Texas Rangers. Zijn bijnaam had hij overgehouden aan een ernstige verwonding. In zijn rechterschouder bevond zich een restant munitie, wat erop duidt dat hij bij ten minste één geweldig treffen betrokken was geweest. Hierdoor kon hij zijn rechterarm niet tot boven zijn bekken optillen, en hij schoot daarom altijd letterlijk vanuit zijn heup. Hij vocht mee in de Amerikaanse Burgeroorlog en in 1876 had hij inmiddels zijn eigen bescheiden ranch in Ruidoso Valley, nabij Lincoln.
Hij stond bekend als een rustige, zwijgzame man, die zelden of nooit over zijn verleden praatte, een koppige eenling die liever op een muilezel dan een paard reed. Hij werkte voor James Dolan, die mogelijk de opdracht tot de moord op John Tunstall gaf, en werd daardoor een doelwit voor Tunstalls getrouwen toen de Lincoln County War eenmaal uitbrak. Er zijn aanwijzingen dat Roberts van plan was Lincoln County te verlaten, en er bestaat geen enkel bewijs voor dat hij ook daadwerkelijk bij de moord op Tunstall betrokken is geweest, aangezien sindsdien is komen vast te staan dat leden van de bende van Jessie Evans die moord gepleegd hebben. Niettemin, ten tijde van het vuurgevecht bij Blazer's Mill hadden de Lincoln County Regulators wel degelijk de opdracht Roberts te arresteren.

## Roberts' laatste vuurgevecht
Roberts wilde niet betrokken raken in The Lincoln County War maar toch had hij een arrestatiebevel op zijn hoofd waardoor hij het Lincoln County gebied wilde verlaten. Maar op 4 april was hij bij Blazer's Mill en vlak in de buurt waren The Lincoln County Regulators. Voor het gevecht sprak hij met Frank Coe die hem wilde overhalen zich over te geven. Hij weigerde echter en toen stuurde Richard Brewer enkele mannen op hem af om hem in gevangenschap te nemen.
Toen Roberts hen zag komen aanlopen op een snel tempo trok Roberts zijn wapen en richtte het op Charlie Bowdre die toen samen met hem tegelijkertijd schoot. Hier bij werd Roberts geraakt in zijn maag en Charlie werd geraakt in zijn wapengordel waardoor zijn gordel afvloog en hij zwaargewond raakte. Daarna ging de zwaargewonde Roberts door met schieten terwijl hij vluchtte naar een deur. Daarbij werd John Middleton geraakt in zijn borst en Josiah Gordon 'Doc' Scurlock werd geraakt maar ook George Coe waarbij hij zijn duim en wijsvinger kwijt raakte. Toen Roberts kogels op waren en hij ging herladen werd hij besprongen door Billy the Kid, die hem maar al te graag wilde vermoorden, maar toen sloeg hij Billy bewusteloos.
Daarna kroop hij verder het huis in waar hij zich verschool achter een raam. Daar bewapende hij zichzelf met een Springfield geweer dat nog maar één keer kon schieten. Toen probeerde The Regulators om Roberts zich alsnog over te geven maar dit deed hij niet. Toen besluit de leider van The Regulators dat iemand op hem af moest gaan maar hij was bang dat niemand dat durfde dus toen ging hij zelf. Hij liep om het huis en verschool zich achter een stapel hout, toen schoot hij op het raam waar Roberts achter zat. Toen Roberts dat zag wist hij dat er iemand zat en schoot hij op de stapel, hierdoor raakte hij Richard in zijn hoofd waardoor hij overleed.
De dag na het hevige vuurgevecht overleed Buckshot aan zijn verwondingen en werd hij naast Richard Brewer begraven vlak bij het huis waar het vuurgevecht zich plaatsvond. Toen vertrokken de overige Regulators en werd Frank McNab de nieuwe leider van hen.